# Hada altaica
Hada altaica är en fjärilsart som beskrevs av George Francis Hampson 1905. Hada altaica ingår i släktet Hada och familjen nattflyn. Inga underarter finns listade i Catalogue of Life.